# Sarehole

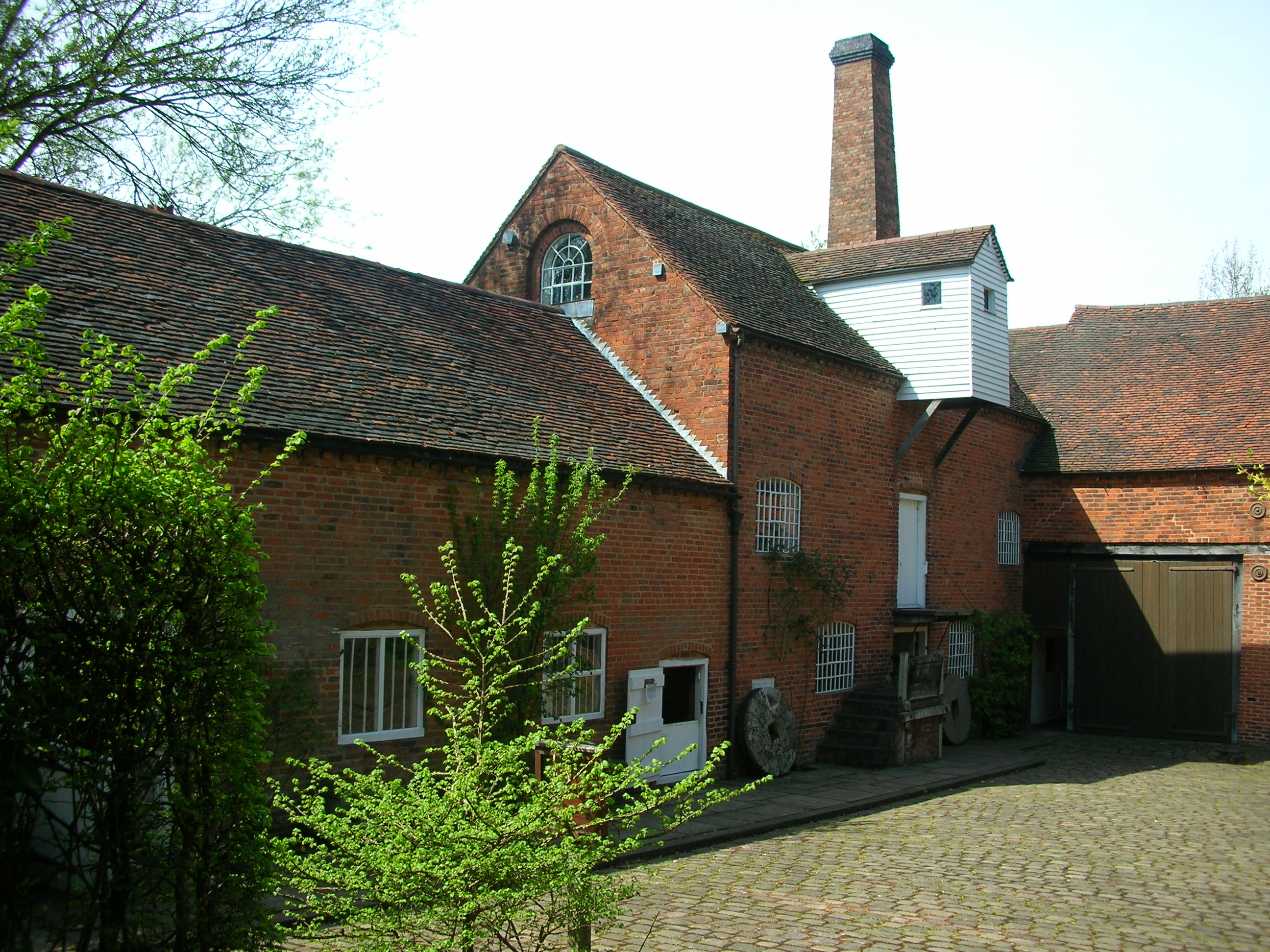
El molino de Sarehole.

Sarehole es una pequeña área dentro de la entidad local menor de Hall Green, en Birmingham (Inglaterra). Hall Green pertenecía anteriormente a Worcestershire, pero fue transferido al control de la ciudad en 1911. Sarehole, un nombre que ya no se usa en las direcciones postales, era una aldea que dio nombre a una granja (hoy demolida) y a un molino de agua. Se extiende desde el vado de Green Lane hacia el sur, como una milla, a lo largo del río Cole hasta los almacenes Dingles.
El escritor J. R. R. Tolkien vivió en Sarehole de pequeño en los años 1890, y la zona influyó en la descripción en sus libros del verde y pacífico país ficticio de la Comarca. La cercana colina sobre la que se asienta la escuela de Moseley, recorrida según una leyenda local por túneles secretos, podría haberse convertido fácilmente en el Bolsón Cerrado de Tolkien; y la turbera de Moseley (hoy un espacio natural) fue probablemente su inspiración para el oscuro Bosque Viejo.
La molino de agua de Sarehole, que también influyó en el joven Tolkien y se la puede reconocer en el capítulo de la industrialización forzada de la Comarca al final de El retorno del Rey, es un molino de agua con una enorme rueda de palas. Hoy en día es un museo insertado en el llamado parque rural de la Comarca (Shire Country Park). Durante el siglo XVIII el molino de agua fue dirigida por Matthew Boulton, uno de los pioneros de la revolución industrial en Inglaterra, e impulsor de la Sociedad Lunar para la experimentación científica.